# Локалита Ронконе - Салерно (Трапани)
Локалита Ронконе - Салерно је насеље у Италији у округу Трапани, региону Сицилија.
Према процени из 2011. у насељу је живело 1 становника. Насеље се налази на надморској висини од 5 м.